# Ninja Mental MTV Unplugged
Ninja Mental MTV Unplugged es el primer álbum en vivo del dúo argentino Illya Kuryaki and the Valderramas. Este disco surgió luego del éxito que tuvo el disco anterior Chaco. Fue grabado en mayo de 1996, en donde los IKV hicieron versiones de temas muy conocidos como «Abarajame» y «Chaco» e incluyeron dos temas nuevos, «Ninja Mental» y «Lo primal del viento».

## Listado de temas
1. Chaco - 4:44
2. Jaguar House - 3:52
3. Hermoza From Heaven - 4:43
4. Virgen de Riña - 5:21
5. Hermana sista - 6:12
6. Abismo - 4:42
7. No Es Tu sombra - 4:44
8. No Way José - 4:56
9. Abarajame - 4:11
10. Lo primal del viento - 2:41
11. Ninja mental - 3:54